# Reign in Blood
Reign in Blood (в переводе с англ. — «Царствование в крови») — третий студийный альбом американской трэш-метал-группы Slayer, который появился в продаже 7 октября 1986 года. Пластинка является первой записью коллектива, выпущенной на лейбле Def Jam Recordings.
Альбом был очень хорошо принят критиками и поклонниками группы, во многом в связи с приходом нового продюсера Рика Рубина. Благодаря ему на Slayer обратила внимание основная масса поклонников метала. 20 ноября 1992 года Reign in Blood стал «золотым» по классификации RIAA.
Выпуск альбома Reign in Blood был задержан из-за споров, вызванных обложкой и тематикой песен. Первая песня альбома, «Angel of Death», которая повествует о докторе Йозефе Менгеле и его чудовищных экспериментах над узниками Освенцима, стала причиной обвинений участников Slayer в поддержке нацизма. Однако группа очень часто опровергала эти обвинения, отмечая, что участники не поддерживают нацизм, а лишь интересуются им.
Reign in Blood стал первым альбомом Slayer, попавшим в хит-парад Billboard 200, в котором альбом достиг 94-го места.

## Смена звукозаписывающей компании
После выпуска успешного альбома Hell Awaits продюсер группы Брайан Слэйджел (англ. Brian Slagel) пришёл к выводу, что со следующим релизом для Slayer наступит «великое время». Слэйджел начал вести переговоры с несколькими звукозаписывающими компаниями, в том числе с новым лейблом Рика Рубина и Рассела Саймонса Def Jam Recordings, который в то время работал, в основном, с исполнителями хип-хопа.
Барабанщик Slayer Дэйв Ломбардо знал об интересе Рубина к группе и способствовал установлению контакта, в то время как остальные участники были встревожены предстоящей сменой лейбла.
Ломбардо связался с представительством Columbia Records — дистрибьютором Def Jam — и сумел наладить хорошие отношения с Риком Рубином, который согласился вместе с фотографом Гленом Фридманом (англ. Glen E. Friedman) посетить один из концертов Slayer. Фридман в прошлом продюсировал дебютный альбом группы Suicidal Tendencies, а Том Арайа был приглашён на съёмки клипа на сингл «Institutionalized» из этого альбома. Примерно в то время Рубин спросил Фридмана, знает ли тот о Slayer.
Гитарист Джефф Ханнеман был удивлён заинтересованностью Рубина в Slayer, особенно учитывая его работу с исполнителями хип-хопа Run DMC и LL Cool J.
Во время визита Слэйджела в Европу Рубин поговорил напрямую с участниками группы и убедил их подписать контракт с Def Jam. Вслед за заключением контракта Фридман приехал на два дня в Сиэтл вместе с участниками Slayer, чтобы произвести фото- и видеосъёмку для рекламы предстоящего турне. Одна из сделанных фотографий была помещена на задней обложке альбома 1988 года South of Heaven.

## Запись
Готовя материал для пластинки, гитаристы Джефф Ханнеман и Керри Кинг джемовали в гараже Тома Арайи. Часть наработок Ханнеман сделал, сидя в спальне и используя новомодную тогда драм-машину. После того, как были подготовлены демоверсии 10 песен, к репетициям подключились барабанщик Дэйв Ломбардо и басист-вокалист Том Арайа. Музыканты показали материал Слейджелу и сообщили, что именно так будет звучать их следующий альбом. После отъезда Слейджела в Европу, с участниками Slayer связался Рик Рубин, с которым и был подписан контракт.

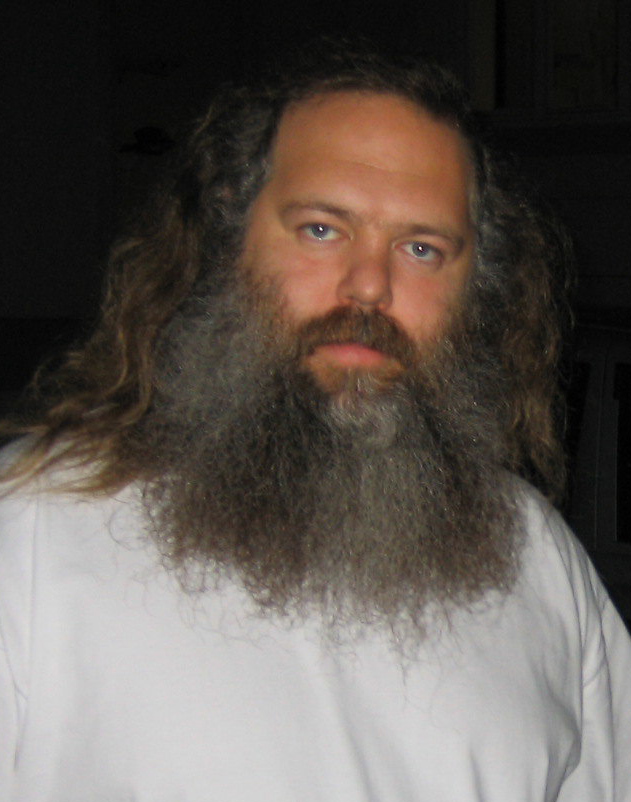
Рик Рубин в 2006 году

Reign in Blood записывался с января по март 1986 года: три недели в Лос-Анджелесе и две — в Нью-Йорке. Группа работала в студии Hit City West, Западный Голливуд. Основным оборудованием служил 24-канальный аналоговый пульт. Slayer играли вживую в комнате средних размеров с потолками высотой 4,5 метра. Гитарные соло записывались в специальной большой кабине и в маленькой кабине для записи вокала. Гитаристы и басист работали преимущественно по ночам, не появляясь раньше 10-ти вечера (ночью студийное время оплачивалось по льготному тарифу). Запись ударных, в процессе которой участвовали лишь Ломбардо и Рубин, как правило, начиналась с двух часов дня.
Этот альбом стал первым профессиональным опытом работы с исполнителями метала для Рика Рубина. Его свежие идеи отразились на звучании музыки Slayer, которое во многом изменилось. Критик All Music Guide Стив Хьюи (англ. Steve Huey) считает, что благодаря Рику Рубину песни нового альбома стали быстрее и тяжелее, а звук — чище, чётче, что сильно контрастирует с предыдущими релизами группы и меняет восприятие группы слушателями. В процессе работы над записью видение альбома продюсером и участниками группы часто не совпадало, что приводило к небольшим конфликтам. Так, Рубин настаивал на максимальном количестве гитарных соло. Позже Джефф Ханнеман вспоминал: «Была б воля Рубина, он бы вообще убрал все ритм-гитары. Взять, к примеру, гитарный брейк в „Angel of Death“ — в оригинале там гитарное соло. Только соло и вокал Тома — так должно было быть по замыслу Рика». Кроме того, Ханнеман настаивал на добавлении реверберации ритм-гитары в композиции «Jesus Saves». Рубин, категорический противник данного эффекта, объяснил, что реверс ослабляет звучание. В результате музыканты записали два варианта, сравнили их и остановились на предложении продюсера записывать без реверберации.
Альбом Reign in Blood стал самым коротким во всей дискографии Slayer: его общая длительность составляет 28 минут 25 секунд. Керри Кинг, знавший об общей тенденции записывать альбомы длительностью около одного часа, считал, что «с этим можно не согласиться; можно существенно укоротить песни и при этом записать гораздо более интенсивный альбом, к чему мы и стремимся»
(англ. «You could lose this part; you could cut this song completely, and make a much more intense record, which is what we’re all about»).. Ханнеман в одном из интервью признался, что, хотя участники его группы в то время и слушали музыку Metallica и Megadeth, они находили повторение риффов (в некоторой мере свойственное этим коллективам) утомительным: «Если мы играем куплет два или три раза, нам становится скучно. Мы не старались укорачивать песни, просто нам так нравилось» (англ. «If we do a verse two or three times, we’re already bored with it. So we weren’t trying to make the songs shorter - that’s just what we were into»).
Когда запись альбома была завершена, группа встретилась с Риком Рубином, который спросил: «Вы понимаете, насколько короткий этот альбом?» (англ. «Do you realize how short this is?»), на что участники Slayer всего лишь, переглянувшись, ответили: «Ну и что?». Весь альбом вместился на одну сторону аудиокассеты; Кинг считал это несомненным преимуществом: «Альбом можно было прослушать, перевернуть кассету, и включить ещё раз». Средний темп музыки альбома — 210 ударов в минуту.

## Тематика песен
Тематика песен Reign in Blood включает размышления о смерти, помешательстве и убийствах. Первая песня «Angel of Death» воскрешает картины бесчеловечных медицинских опытов над людьми, которые в Освенциме проводил нацистский врач Йозеф Менгеле, прозванный узниками концлагеря «ангелом смерти» (англ. «the Angel of death»). Песня вызвала обвинения музыкантов в симпатиях к нацистам и расизму, которые сопровождают группу на протяжении всей её карьеры. На написание «Angel of Death» Ханнемана вдохновили книги о Менгеле, которые он прочитал во время предыдущего концертного турне. Позже сам музыкант признавался: «Сочиняя эти строчки, я не собирался утверждать очевидные истины, мой текст — обычное повествование. Все знают о том, что Йозеф Менгеле — плохой парень. Однако в очередной раз обвинять его (тем более в тексте песни) было бы просто глупо. Я решил, что „Angel of Death“ станет прекрасным документом, иллюстрирующим историю, но при этом не имеющим ничего общего с моральной оценкой происходивших событий».
Тематика остальных песен была выдержана в том же духе: церемониальная смерть на жертвенном алтаре Сатаны («Altar of Sacrifice»), жёсткая конфронтация с христианской догмой («Jesus Saves»), «открытое-письмо» маньяка-убийцы («Criminally Insane»), воскрешение ради мести и новых жертв («Reborn»), обретение своего «я» после смерти («Postmortem») и перерождение души под кровавым дождём ради Царствия во крови («Raining Blood»).

## Обложка
Дистрибьютор Def Jam, Columbia Records, отказался издавать альбом из-за вызывающей тематики песен и жестокой обложки. Reign in Blood в конечном счёте распространялся Geffen Records; однако из-за разгоревшейся критики он не появился в списке изданий этой компании.
В качестве иллюстратора был приглашён Ларри Кэрролл (англ. Larry Carroll), который в то время рисовал политические иллюстрации для «The Progressive», «Village Voice» и «The New York Times». Он пришёл к музыкантам, имея при себе два рисунка. Участники Slayer попросили его объединить эти рисунки в один.
Пока Кэролл работал над рисунком, дизайнер Стив Байрам придумывал форму и построение конверта. Уроженец Нью-Йорка, Байрам к тому времени только закончил работу над конвертом Licensed To Ill Beastie Boys. Он наделил Reign in Blood своим уникальным стилем, сочетая графические комиксы, мультфильмы и адский ужас.
На мой взгляд альбом получился очень цельным и концептуальным. Когда я беру в руки пластинку, первое, что я вижу, — это, естественно, обложка, и она должна что-то говорить слушателю о той музыке, что внутри, — говорил Арайа. — Слишком много групп концентрируются только на песнях и не уделяют должного внимания оформлению. Это большая ошибка, но мы её никогда не совершали.
Ларри Кэрролл позже вспоминал, что, когда музыканты впервые увидели предложенную им обложку, кому-то из них она очень не понравилась. Однако когда кто-то другой из музыкантов показал картинку своей маме, она сказала, что рисунок выглядит «отвратительно и порочно» — после этого группа окончательно утвердила предложенный художником вариант.
В 2006 году музыкальный журнал «Blender» включил обложку Reign in Blood в свою «десятку лучших метал-обложек всех времён».

## Успех и критика
Когда альбом был готов, неожиданные проблемы создала композиция «Angel of Death». Президент Columbia Records Эл Теллер (родители которого, евреи по национальности, стали жертвами Холокоста) счёл её оскорбительной. Его мнение поддержал и представитель CBS Records Уолтер Йетникофф, также этнический еврей, который указал, что среди акционеров компании много евреев, которым не понравится упоминание Освенцима и нацизма. Получив отказ от крупнейших дистрибьюторов, Рик Рубин был вынужден искать новый контракт и в итоге остановил свой выбор на Geffen Records — конкурентах CBS. Тот факт, что президент компании Дэвид Гиффен также имел еврейское происхождение, на этот раз не стал помехой для сотрудничества. Хотя из-за критики Reign in Blood так и не появился в каталоге альбомов этой компании.
Во время гастролей в поддержку пластинки различные религиозные группы пикетировали концерты Slayer, а крупные сети магазинов Wal-Mart и Kmart отказались продавать альбом.
Несмотря на то, что песни из Reign in Blood не звучали в радиоэфире, он стал первым релизом Slayer, который попал в чарт «Billboard 200», дебютировав там на 127-й позиции и достигнув рекордной 94-й на шестой неделе.
Высшим достижением альбома в британском чарте «UK Album Chart» стала 47-я позиция. 20 ноября 1992 Reign in Blood получил статус «золотого» в США по сертификации RIAA.
Reign in Blood был тепло принят как поклонниками группы, так и музыкальными журналистами. В своей рецензии Стив Хьюи (англ. Steve Huey), сотрудник Allmusic, оценил альбом пятью баллами из пяти возможных, описав его как «абсолютную классику жанра». Критик издания Stylus Magazine Клей Джервис (англ. Clay Jarvis) дал альбому оценку «A+», окрестив его «определяющим жанр», а заодно и «величайшим метал альбомом всех времён» Журнал Kerrang! описал его, как «самый тяжёлый альбом всех времён» и поставил его на 27 место среди «100 величайших хэви метал альбомов всех времён». В списке «100 величайших альбомов с 1985 по 2005» журнала Spin запись Slayer занимает 67-е место.
Адриен Бегранд из PopMatters отметил, что первая композиция альбома, «Angel of Death», «является памятником в истории метала». По его мнению игра барабанщика Дэйва Ломбардо на этой песне «пожалуй, наиболее мощная партия ударных из всех, когда-либо записанных», а гитарные риффы Ханнемана и Кинга «сложны и интересны».
Журналист Джефф Бартон, назвав Reign In Blood классикой стиля трэш-метал, дал альбому такую характеристику: «Это не просто превосходный трэш-альбом, это один из величайших метал релизов в истории. … Альбом, который стартует расплавленной „Angel of Death“, длится всего около 30 минут. Но представьте, что вы стоите на протяжении этого времени под генератором ветряной электростанции, и ваш череп методично раскалывается его вертящимися пропеллерами. Таково воздействие Reign In Blood».
Когда Кинга спросили, почему Reign in Blood сохранил свою популярность, он ответил:

Если вы выпустили бы Reign in Blood сегодня, то всем было б насрать. Всё дело в своевременности, Reign in Blood совершенно изменил звучание. На момент выпуска в трэше не было ни одной пластинки с таким хорошим качеством звука.
Всё это в совокупности способствовало успеху третьего альбома Slayer.
Оригинальный текст (англ.)If you released Reign in Blood today, no one would give a shit. It was timing; it was a change in sound. In thrash metal at that time, no one had ever heard good production on a record like that. It was just a bunch of things that came together at once.

## Уход Ломбардо
Slayer отправились в турне «Reign in Pain» (с англ. — «Царство в боли») с группами Overkill в США и Malice в Европе, они также играли «на разогреве» у W.A.S.P. во время их американского тура в 1987 году. Но через месяц гастролей ударник Дэйв Ломбардо покинул группу, объяснив свой уход тем, что в Slayer он зарабатывал недостаточно, учитывая, что он недавно женился. Чтобы закончить турне, музыканты приняли в группу барабанщика группы Whiplash Тони Скаглионе (англ. Tony Scaglione).
Продюсер Рик Рубин ежедневно звонил Ломбардо, уверяя его в том, что он должен вернуться в Slayer. Такой же точки зрения придерживалась и жена музыканта. Под её влиянием Дэйв Ломбардо вернулся в группу в 1987 году. Рик Рубин приехал к нему домой, посадил его в свой Порше и отвёз на репетицию Slayer.

## Исполнение на концертах

Джефф Ханнеман во время исполнения «Raining Blood»; на концерте «идёт кровавый дождь»

Песни «Angel of Death» и «Raining Blood» стали постоянно включаться в программу концертов группы, и их исполнение вживую особенно нравилось Ханнеману.
Группа сыграла Reign in Blood целиком во время турне «Still Reigning», которое проходило в конце 2004 года. В 2004 году под таким же названием был издан концертный DVD, который включал финальное исполнение «Raining Blood», во время которого всё оборудование и музыканты поливались алой бутафорской кровью из специально разработанных гидрантов
.
Кинг позже признавался, что когда идея сыграть Reign in Blood целиком была предложена их менеджером, она почти не нашла поддержку. В группе в конечном счёте решили, что им нужно добавить возбуждения своим живым выступлениям и избегать репетиций, включающих льющуюся кровь.
Участники группы Slayer часто говорили, что им нравится на концертах играть Reign in Blood целиком (хотя иногда песнями с этого альбома группа пренебрегала по причине нехватки времени).
Ханнеман говорил:

Мы по-прежнему наслаждаемся игрой всех этих песен на концертах, всё играем, играем, играем их…
Это хорошие песни, впечатляющие!
Если б это были мелодичные песни, под которые зал должен хлопать в ладоши, мы бы с ума сошли играть их на каждом концерте.
Но ведь они — бам-бам-бам-бам — такие быстрые и тяжёлые!

## Наследие
Reign in Blood считается критиками одним из наиболее влиятельных и экстремальных альбомов жанра трэш-метал.
В интервью 1994 года на вопрос о том, насколько их угнетает осознание того, что творческий уровень, заданный альбомом Reign in Blood, необходимо постоянно поддерживать, гитарист Керри Кинг ответил, что Slayer не пытались его превзойти, а лишь сочиняли музыку, не задумываясь о подобных вещах.
Вокалист венгерской металкор-группы Ektomorf Золтан Фаркаш (венг. Zoltán Farkas) считает, что Reign in Blood оказал наибольшее влияние на него как на музыканта.
Пол Мазуркевич, барабанщик дэт-метал-группы Cannibal Corpse, говорил, что игра Дэйва Ломбардо на этом альбоме Slayer вдохновляет его, помогает самому́ играть быстрее.
Билл Стир, лидер британской грайндкор-группы Carcass, в одном из интервью отмечал: «Хотя Slayer никогда не были дэтовой группой, они имеют прямое отношение к появлению этого жанра на свет. Это было сказано миллион раз, но Reign in Blood является очень серьёзным альбомом, и по сей день существует множество групп, пытающихся достичь хотя бы 10 % той агрессии, которую Slayer воплотили в своём классическом альбоме».
Барабанщик Пол Бостаф, игравший в составе Slayer с 1992 по 2001 год и вновь присоединившийся к ней в 2013 году, впервые услышал Reign in Blood, когда был в составе музыкального коллектива Forbidden. Во время одной из вечеринок Бостаф услышал музыку, доносившуюся из соседней комнаты. Войдя туда, он подошёл к гитаристу Forbidden Крейгу Лочичеро (англ. Craig Locicero) и спросил, что же это играет. Лочичеро выкрикнул: «Новый альбом Slayer». Послушав немного, Пол взглянул на Крейга и заключил, что у этой группы «не всё в порядке с головой» (англ. …the band was «fucked»).
Курт Вандерхуф, лидер группы Metal Church, дал альбому следующую оценку: «Reign In Blood спродюсирован просто уникально! Но иногда музыканты перебарщивают со скоростью, так что почти невозможно услышать хорошие риффы». Ангела Госсов, ныне бывшая вокалистка группы Arch Enemy, оценила альбом как эпохальное событие в истории трэш-метала: «Лучший трэш-металический альбом на все времена. Это веха, определившая развитие всего жанра; безжалостное нападение великолепных металических риффов. Многие группы копируют этот альбом, но у них никогда не получится сыграть в такой же садистской манере».
В интервью журналу Kerrang! Джеймс Кент заявил, что послушав данный альбом в юности, он был потрясён и из-за этого стал участвовать в различных метал группах. В итоге это привело музыканта к созданию синтвейв-проекта Perturbator.

## Влияние на популярную культуру
На песню «Raining Blood» была сделана кавер-версия американской исполнительницей Тори Эймос, которая вошла в её сборник 2001 года Strange Little Girls. Кинг признался, что счёл кавер странным: «Мне понадобилось полторы минуты, чтобы найти момент, по которому я узнал, что это наша песня. Это жутко. Если бы она не сказала нам, мы бы никогда этого и не узнали». Группе, однако, кавер понравился в достаточной степени, чтобы музыканты отправили Тори Эймос фирменные футболки Slayer. На эту песню также делали каверы Malevolent Creation, Chimaira, Vader, Reggie and the Full Effect и Erik Hinds.
В 2005 трибьют-группа Slayer под названием Dead Skin Mask выпустила альбом с восемью треками из Reign in Blood, включая «Angel of Death». Дэт-метал-группа Monstrosity записала кавер-версию этой песни в 1999 году. «Angel of Death» также включена в сборник 2006 года группы Apocalyptica — Amplified // A Decade of Reinventing the Cello. В состав трибьют-альбома Al Sur Del Abismo (Tributo Argentino A Slayer), составленного лейблом Hurling Metal Records, вошли 16 песен Slayer, исполненных аргентинскими метал-группами, включая версию «Angel of Death», исполненную коллективом Asinesia. Новозеландский драм-н-бейс-дуэт Concord Dawn записал кавер на «Raining Blood» для своего альбома Uprising, вышедшего в 2003 году.
Композиция «Angel of Death» вошла в саундтрек к видеоигре Tony Hawk's Project 8.
Нолан Нельсон (англ. Nolan Nelson), подбиравший для неё песни, говорил об «Angel of Death»: «одна из лучших песен метала. Не знаете, кто такие Slayer? Тогда мне вас жаль». «Raining Blood» была включена в плейлист радиостанции «V-Rock» игры Grand Theft Auto: Vice City.
Песня также встречается в 127-м эпизоде South Park «Die Hippie, Die» (с англ. — «Умри, хиппи, умри»), показанном в 2005 году.
Керри Кинг нашёл эту серию South Park забавной: «Приятно видеть, что песне нашли хорошее применение; если мы можем напугать хиппи, значит, мы выполнили свою работу».
Песня «Angel of Death» звучит в нескольких фильмах, например в Гремлины 2 (когда Mohawk превращается в паука), Jackass: The Movie (эпизод с автомобилями) и в документальном фильме Soundtrack to War, вышедшем в 2005 году.
«Raining Blood» включена в Guitar Hero III: Legends of Rock и считается одной из самых сложных песен для исполнения в этой игре.
Повторяющаяся часть гитарного риффа из композиции «Angel of Death» встречается в песне «She Watch Channel Zero» рэп-группы Public Enemy. Аналогично риффы из «Angel of Death» и «Criminally Insane» использовались коллективом KMFDM на их треке 1990 года «Godlike».

## Список композиций
| №   | Название             | Текст песни    | Музыка         | Перевод названия     | Длительность |
| --- | -------------------- | -------------- | -------------- | -------------------- | ------------ |
| 1.  | «Angel of Death»     | Джефф Ханнеман | Ханнеман       | «Ангел смерти»       | 4:51         |
| 2.  | «Piece by Piece»     | Керри Кинг     | Кинг           | «По кускам»          | 2:02         |
| 3.  | «Necrophobic»        | Ханнеман, Кинг | Ханнеман, Кинг | «Боящийся смерти»    | 1:40         |
| 4.  | «Altar of Sacrifice» | Кинг           | Ханнеман       | «Жертвенный алтарь»  | 2:50         |
| 5.  | «Jesus Saves»        | Кинг           | Ханнеман, Кинг | «Иисус спасёт»       | 2:54         |
| 6.  | «Criminally Insane»  | Ханнеман, Кинг | Ханнеман, Кинг | «Преступное безумие» | 2:23         |
| 7.  | «Reborn»             | Кинг           | Ханнеман       | «Заново рождённый»   | 2:11         |
| 8.  | «Epidemic»           | Кинг           | Ханнеман, Кинг | «Эпидемия»           | 2:23         |
| 9.  | «Postmortem»         | Ханнеман       | Ханнеман       | «Посмертно»          | 3:28         |
| 10. | «Raining Blood»      | Ханнеман, Кинг | Ханнеман       | «Кровавый дождь»     | 4:14         |

Бонусные композиции переиздания 1998 года
| №   | Название                    | Текст песни    | Музыка         | Перевод названия                 | Длительность |
| --- | --------------------------- | -------------- | -------------- | -------------------------------- | ------------ |
| 11. | «Aggressive Perfector[I]»   | Ханнеман, Кинг | Ханнеман, Кинг | «Агрессивный совершенствователь» | 2:30         |
| 12. | «Criminally Insane (Remix)» | Ханнеман, Кинг | Ханнеман, Кинг |                                  | 3:17         |

↑  Композиция «Aggressive Perfector» была короче и имела более чистое продюсирование, чем версия, включённая на мини-альбом Haunting the Chapel. Переиздание также исправило проблему с некоторыми CD, при которой переход к песне «Raining Blood» происходил перед «быстрой» частью в песне «Postmortem».

## В работе над альбомом участвовали
- Том Арайа — вокал, бас-гитара
- Джефф Ханнеман — гитара
- Керри Кинг — гитара
- Дэйв Ломбардо — ударные
- Рик Рубин — продюсер
- Ларри Кэрролл[англ.] — обложка альбома
- Энди Уоллес[англ.] — звукоинженер
- Хауи Вайнберг[англ.] — мастеринг